# Złoty Niedźwiedź
Złoty Niedźwiedź (niem. Goldener Bär) – nagroda przyznawana przez jury konkursu głównego na Międzynarodowym Festiwalu Filmowym w Berlinie dla najlepszego filmu w sekcji konkursowej. Przyznawana niemal nieustannie od 1951, jest jedną z najstarszych i najbardziej prestiżowych europejskich nagród filmowych.

## Historia nagrody
Nagrodę przyznano po raz pierwszy na zakończenie I edycji festiwalu w 1951. Niemieckie jury wyróżniło wtedy pięć filmów, rozróżniając ich odmienne gatunki (dramat, komedia, dokument, thriller, musical). Następnie w latach 1952–1955 zwycięzców wyłaniała festiwalowa publiczność. Od 1956, gdy berlińska impreza uzyskała oficjalną akredytację od FIAPF, Złotego Niedźwiedzia przyznaje niezmiennie międzynarodowe jury.
Nagroda przyznawana jest w formie statuetki przedstawiającej niedźwiedzia – symbol Berlina, który znajduje się we fladze i herbie miasta. Statuetka została zaprojektowana przez berlińską rzeźbiarkę Renée Sintenis (1888–1965).
Złoty Niedźwiedź przyznawany jest nie tylko dla filmów fabularnych. Dla filmów krótkometrażowych istnieje osobny konkurs i osobny Złoty Niedźwiedź. Każdego roku wybitni twórcy filmowi z całego świata otrzymują także Honorowego Złotego Niedźwiedzia za całokształt twórczości.

## Statystyki

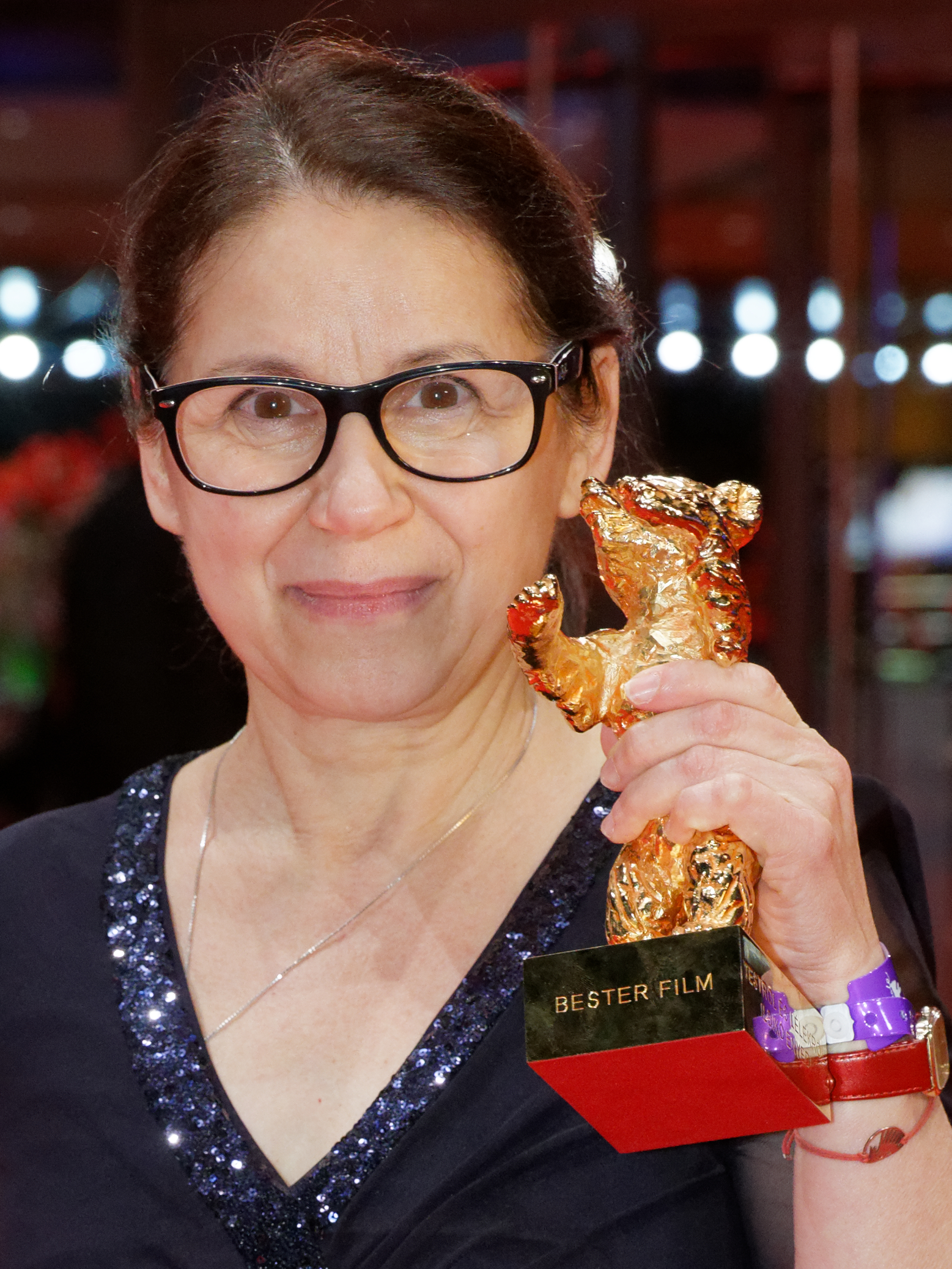
Węgierka Ildikó Enyedi ze Złotym Niedźwiedziem za film Dusza i ciało (2017).

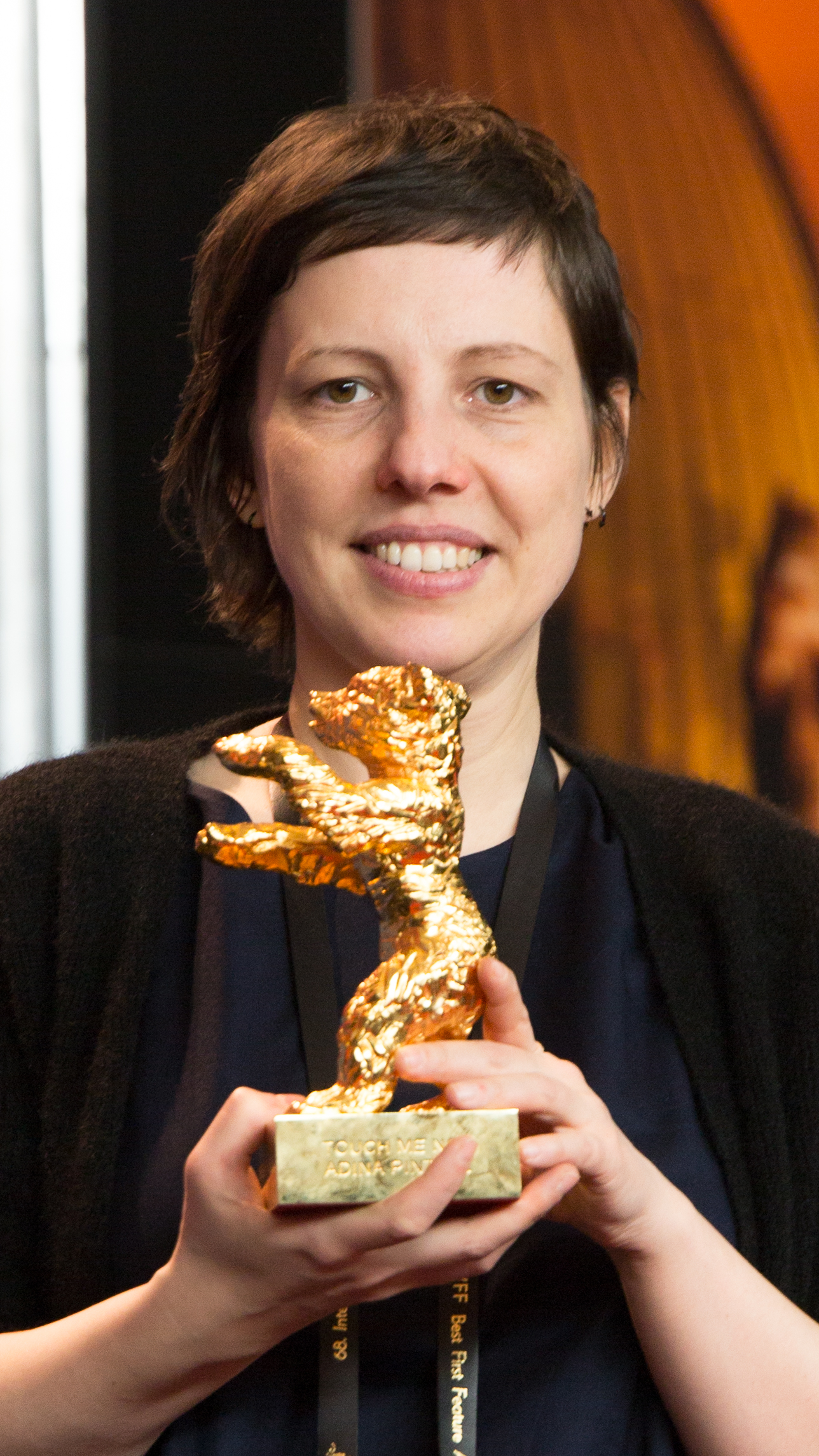
Rumunka Adina Pintilie ze Złotym Niedźwiedziem za film Touch Me Not (2018).

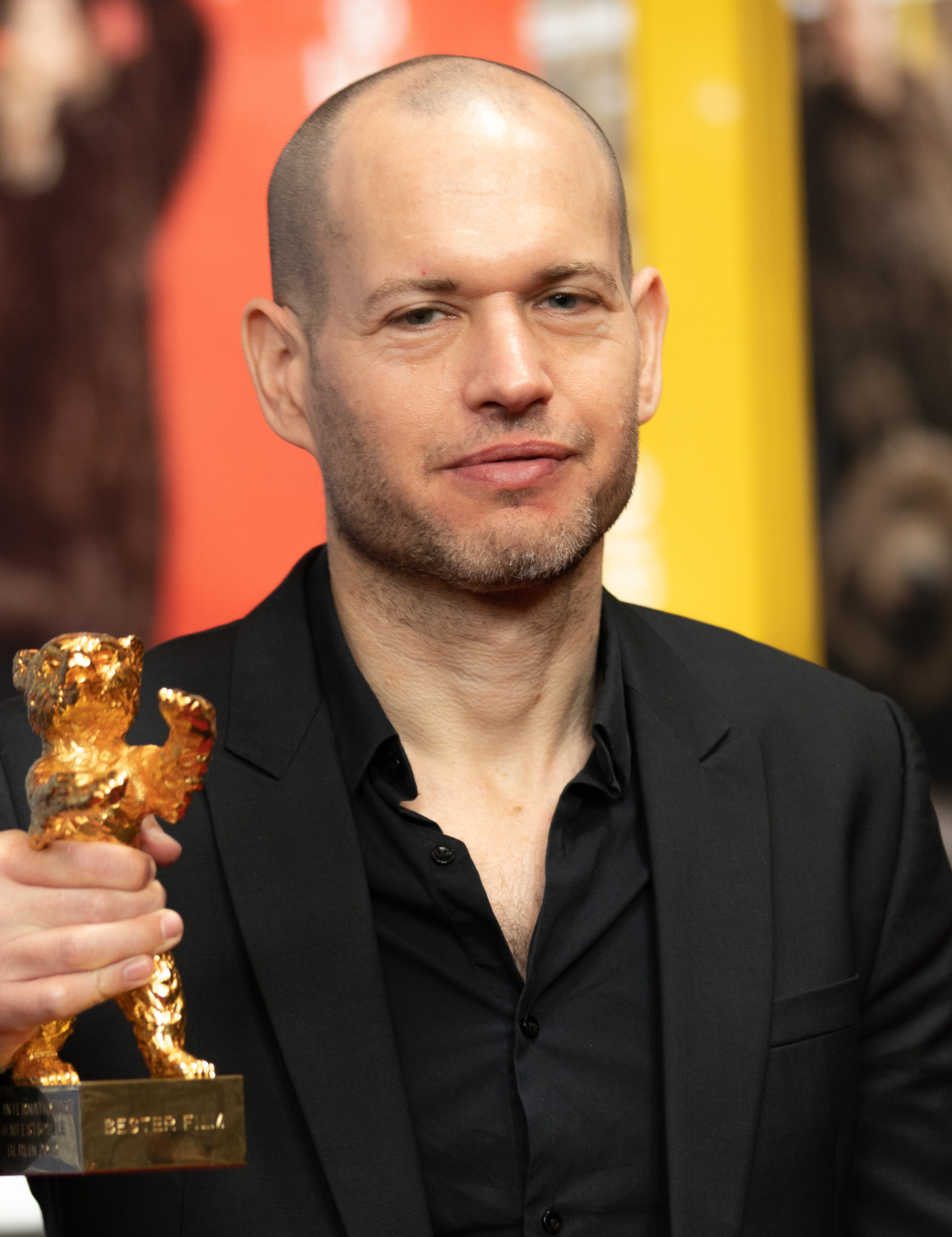
Izraelczyk Nadaw Lapid ze Złotym Niedźwiedziem za film Synonimy (2019).

Najwięcej filmów wyróżnionych Złotym Niedźwiedziem pochodziło ze Stanów Zjednoczonych (14). Osiem nagrodzonych tytułów reprezentowało kinematografię francuską, a po siedem – brytyjską i włoską. Osiem filmów, które zdobyły główną nagrodę festiwalu, wyreżyserowały kobiety: Márta Mészáros, Łarisa Szepitko, Jasmila Žbanić, Claudia Llosa, Ildikó Enyedi, Adina Pintilie, Carla Simón i Mati Diop. Wśród nagrodzonych filmów są dwa animowane (Kopciuszek, Spirited Away: W krainie bogów) oraz cztery dokumentalne (Bobrowa dolina, Fuocoammare. Ogień na morzu, Adamant, Dahomej).
Jak dotychczas tylko jednemu reżyserowi udało się zdobyć Złotego Niedźwiedzia dwukrotnie. Tajwańczyk Ang Lee otrzymał tę nagrodę za filmy Przyjęcie weselne (1993) oraz Rozważna i romantyczna (1996).
Chociaż jak dotychczas żaden polski film nie zdobył Złotego Niedźwiedzia, laureatami nagrody byli dwaj polscy reżyserzy. Obydwaj twórcy, Roman Polański za film Matnia (1966) i Jerzy Skolimowski za Start (1967), wyróżnieni zostali za filmy nakręcone na emigracji (odpowiednio w Wielkiej Brytanii i Belgii).
Zestawienie państw, których filmy zdobyły Złotego Niedźwiedzia (stan na marzec 2025), przedstawia się następująco:
| Państwo              | Złoty Niedźwiedź |
| -------------------- | ---------------- |
| Stany Zjednoczone    | 14               |
| Francja              | 8                |
| Wielka Brytania      | 7                |
| Włochy               | 7                |
| Hiszpania            | 6                |
| RFN                  | 5                |
| Chiny                | 4                |
| Iran                 | 3                |
| Rumunia              | 3                |
| Szwecja              | 3                |
| Brazylia             | 2                |
| Japonia              | 2                |
| Turcja               | 2                |
| Węgry                | 2                |
| ZSRR                 | 2                |
| Belgia               | 1                |
| Bośnia i Hercegowina | 1                |
| Czechosłowacja       | 1                |
| Indie                | 1                |
| Irlandia             | 1                |
| Izrael               | 1                |
| Jugosławia           | 1                |
| Kanada               | 1                |
| Niemcy               | 1                |
| Norwegia             | 1                |
| NRD                  | 1                |
| Peru                 | 1                |
| Południowa Afryka    | 1                |
| Senegal              | 1                |
| Szwajcaria           | 1                |
| Tajwan               | 1                |

## Laureaci Złotego Niedźwiedzia
| Rok  | Film                                                                                     | Reżyseria                                     | Kraj pochodzenia       |
| ---- | ---------------------------------------------------------------------------------------- | --------------------------------------------- | ---------------------- |
| 1951 | Bobrowa dolina (Beaver Valley)                                                           | James Algar                                   | Stany Zjednoczone*     |
| 1951 | Kopciuszek (Cinderella)                                                                  | Wilfred Jackson Hamilton Luske Clyde Geronimi | Stany Zjednoczone*     |
| 1951 | Sprawiedliwości stało się zadość (Justice est faite)                                     | André Cayatte                                 | Francja*               |
| 1951 | Bez adresu (Sans laisser d’adresse)                                                      | Jean-Paul Le Chanois                          | Francja*               |
| 1951 | Czterech w jeepie (Die Vier im Jeep)                                                     | Leopold Lindtberg                             | Szwajcaria*            |
| 1952 | Ona tańczyła jedno lato (Hon dansade en sommar)                                          | Arne Mattsson                                 | Szwecja*               |
| 1953 | Cena strachu (Le salaire de la peur)                                                     | Henri-Georges Clouzot                         | Francja                |
| 1954 | Wybór Hobsona (Hobson’s Choice)                                                          | David Lean                                    | Wielka Brytania*       |
| 1955 | Szczury (Die Ratten)                                                                     | Robert Siodmak                                | RFN*                   |
| 1956 | Zaproszenie do tańca (Invitation to the Dance)                                           | Gene Kelly                                    | Stany Zjednoczone      |
| 1957 | Dwunastu gniewnych ludzi (Twelve Angry Men)                                              | Sidney Lumet                                  | Stany Zjednoczone      |
| 1958 | Tam, gdzie rosną poziomki (Smultronstället)                                              | Ingmar Bergman                                | Szwecja                |
| 1959 | Kuzyni (Les cousins)                                                                     | Claude Chabrol                                | Francja                |
| 1960 | Żywot Łazika z Tormesu (El Lazarillo de Tormes)                                          | César Fernández Ardavín                       | Hiszpania*             |
| 1961 | Noc (La notte)                                                                           | Michelangelo Antonioni                        | Włochy*                |
| 1962 | Rodzaj miłości (A Kind of Loving)                                                        | John Schlesinger                              | Wielka Brytania        |
| 1963 | Szatan (Il diavolo)                                                                      | Gian Luigi Polidoro                           | Włochy                 |
| 1963 | Bushido – saga o samurajach (武士道残酷物語 / Bushidô zankoku monogatari)                | Tadashi Imai                                  | Japonia*               |
| 1964 | Upalne lato (Susuz yaz)                                                                  | Metin Erksan                                  | Turcja*                |
| 1965 | Alphaville (Alphaville, une étrange aventure de Lemmy Caution)                           | Jean-Luc Godard                               | Francja                |
| 1966 | Matnia (Cul-de-sac)                                                                      | Roman Polański                                | Wielka Brytania        |
| 1967 | Start (Le départ)                                                                        | Jerzy Skolimowski                             | Belgia*                |
| 1968 | Na kogo wypadnie (Ole dole doff)                                                         | Jan Troell                                    | Szwecja                |
| 1969 | Młode lata (Рани радови / Rani radovi)                                                   | Želimir Žilnik                                | Jugosławia*            |
| 1970 | Nagrody nie przyznano.                                                                   | Nagrody nie przyznano.                        | Nagrody nie przyznano. |
| 1971 | Ogród Finzi-Continich (Il giardino dei Finzi-Contini)                                    | Vittorio De Sica                              | Włochy                 |
| 1972 | Opowieści kanterberyjskie (I racconti di Canterbury)                                     | Pier Paolo Pasolini                           | Włochy                 |
| 1973 | Odległy grom (অশনি সংকেত / Ashani Sanket)                                                   | Satyajit Ray                                  | Indie*                 |
| 1974 | Kariera Duddy Kravitza (The Apprenticeship of Duddy Kravitz)                             | Ted Kotcheff                                  | Kanada*                |
| 1975 | Adopcja (Örökbefogadás)                                                                  | Márta Mészáros                                | Węgry*                 |
| 1976 | Buffalo Bill i Indianie (Buffalo Bill and the Indians, or Sitting Bull’s History Lesson) | Robert Altman                                 | Stany Zjednoczone      |
| 1977 | Wniebowstąpienie (Восхождение / Woschożdienije)                                          | Łarisa Szepitko                               | ZSRR*                  |
| 1978 | Pstrągi (Las truchas)                                                                    | José Luis García Sánchez                      | Hiszpania              |
| 1978 | Co powiedział Max (Las palabras de Max)                                                  | Emilio Martínez-Lázaro                        | Hiszpania              |
| 1979 | David                                                                                    | Peter Lilienthal                              | RFN                    |
| 1980 | Heartland                                                                                | Richard Pearce                                | Stany Zjednoczone      |
| 1980 | Palermo czy Wolfsburg (Palermo oder Wolfsburg)                                           | Werner Schroeter                              | RFN                    |
| 1981 | Szybciej, szybciej (Deprisa, deprisa)                                                    | Carlos Saura                                  | Hiszpania              |
| 1982 | Tęsknota Veroniki Voss (Die Sehnsucht der Veronika Voss)                                 | Rainer Werner Fassbinder                      | RFN                    |
| 1983 | Przewaga (Ascendancy)                                                                    | Edward Bennett                                | Wielka Brytania        |
| 1983 | Ul (La colmena)                                                                          | Mario Camus                                   | Hiszpania              |
| 1984 | Strumienie miłości (Love Streams)                                                        | John Cassavetes                               | Stany Zjednoczone      |
| 1985 | Kobieta i obcy (Die Frau und der Fremde)                                                 | Rainer Simon                                  | NRD*                   |
| 1985 | Wetherby                                                                                 | David Hare                                    | Wielka Brytania        |
| 1986 | Stammheim (Stammheim – Die Baader-Meinhof-Gruppe vor Gericht)                            | Reinhard Hauff                                | RFN                    |
| 1987 | Temat (Тема / Tema)                                                                      | Gleb Panfiłow                                 | ZSRR                   |
| 1988 | Czerwone sorgo (红高粱 / Hong gao liang)                                                 | Zhang Yimou                                   | Chiny*                 |
| 1989 | Rain Man                                                                                 | Barry Levinson                                | Stany Zjednoczone      |
| 1990 | Pozytywka (Music Box)                                                                    | Costa-Gavras                                  | Stany Zjednoczone      |
| 1990 | Skowronki na uwięzi (Skrivánci na niti)                                                  | Jiří Menzel                                   | Czechosłowacja*        |
| 1991 | Dom uśmiechów (La casa del sorriso)                                                      | Marco Ferreri                                 | Włochy                 |
| 1992 | Wielki Kanion (Grand Canyon)                                                             | Lawrence Kasdan                               | Stany Zjednoczone      |
| 1993 | Kobiety znad Jeziora Pachnących Dusz (香魂女 / Xiang hu nu)                              | Xie Fei                                       | Chiny                  |
| 1993 | Przyjęcie weselne (喜宴 / Xi yan)                                                        | Ang Lee                                       | Tajwan*                |
| 1994 | W imię ojca (In the Name of the Father)                                                  | Jim Sheridan                                  | Irlandia*              |
| 1995 | Przynęta (L’appât)                                                                       | Bertrand Tavernier                            | Francja                |
| 1996 | Rozważna i romantyczna (Sense and Sensibility)                                           | Ang Lee                                       | Stany Zjednoczone      |
| 1997 | Skandalista Larry Flynt (The People vs. Larry Flynt)                                     | Miloš Forman                                  | Stany Zjednoczone      |
| 1998 | Dworzec nadziei (Central do Brasil)                                                      | Walter Salles                                 | Brazylia*              |
| 1999 | Cienka czerwona linia (The Thin Red Line)                                                | Terrence Malick                               | Stany Zjednoczone      |
| 2000 | Magnolia                                                                                 | Paul Thomas Anderson                          | Stany Zjednoczone      |
| 2001 | Intymność (Intimité)                                                                     | Patrice Chéreau                               | Francja                |
| 2002 | Spirited Away: W krainie bogów (千と千尋の神隠し / Sen to Chihiro no kamikakushi)        | Hayao Miyazaki                                | Japonia                |
| 2002 | Krwawa niedziela (Bloody Sunday)                                                         | Paul Greengrass                               | Wielka Brytania        |
| 2003 | Na tym świecie (In This World)                                                           | Michael Winterbottom                          | Wielka Brytania        |
| 2004 | Głową w mur (Gegen die Wand)                                                             | Fatih Akın                                    | Niemcy*                |
| 2005 | Czarna Carmen (U-Carmen eKhayelitsha)                                                    | Mark Dornford-May                             | Południowa Afryka*     |
| 2006 | Grbavica                                                                                 | Jasmila Žbanić                                | Bośnia i Hercegowina*  |
| 2007 | Małżeństwo Tui (图雅的婚事 / Tuya de hun shi)                                            | Wang Quan’an                                  | Chiny                  |
| 2008 | Elitarni (Tropa de Elite)                                                                | José Padilha                                  | Brazylia               |
| 2009 | Gorzkie mleko (La teta asustada)                                                         | Claudia Llosa                                 | Peru*                  |
| 2010 | Miód (Bal)                                                                               | Semih Kaplanoğlu                              | Turcja                 |
| 2011 | Rozstanie (جدایی نادر از سیمین / Jodaeiye Nader az Simin)                                | Asghar Farhadi                                | Iran*                  |
| 2012 | Cezar musi umrzeć (Cesare deve morire)                                                   | Paolo i Vittorio Taviani                      | Włochy                 |
| 2013 | Pozycja dziecka (Poziția copilului)                                                      | Călin Peter Netzer                            | Rumunia*               |
| 2014 | Czarny węgiel, kruchy lód (白日焰火 / Bai ri yan huo)                                    | Diao Yinan                                    | Chiny                  |
| 2015 | Taxi – Teheran (تاکسی / Taxi)                                                            | Dżafar Panahi                                 | Iran                   |
| 2016 | Fuocoammare. Ogień na morzu (Fuocoammare)                                                | Gianfranco Rosi                               | Włochy                 |
| 2017 | Dusza i ciało (Testről és lélekről)                                                      | Ildikó Enyedi                                 | Węgry                  |
| 2018 | Touch Me Not                                                                             | Adina Pintilie                                | Rumunia                |
| 2019 | Synonimy (Synonymes)                                                                     | Nadaw Lapid                                   | Izrael*                |
| 2020 | Zło nie istnieje (شیطان وجود ندارد / Sheytan vojud nadarad)                              | Mohammad Rasoulof                             | Iran                   |
| 2021 | Niefortunny numerek lub szalone porno (Babardeală cu bucluc sau porno balamuc)           | Radu Jude                                     | Rumunia                |
| 2022 | Alcarràs                                                                                 | Carla Simón                                   | Hiszpania              |
| 2023 | Adamant (Sur l’Adamant)                                                                  | Nicolas Philibert                             | Francja                |
| 2024 | Dahomej (Dahomey)                                                                        | Mati Diop                                     | Senegal*               |
| 2025 | Sny o miłości (Drømmer)                                                                  | Dag Johan Haugerud                            | Norwegia*              |

*Pierwsza wygrana dla danej kinematografii.